# كاميل كوستيك
كاميل فيرونيكا كوستيك (من مواليد 19 فبراير 1992) عارضة أزياء مراسلة ومسلية ترفيهية أمريكية عرفت بظهورها معروفة بظهورها في مجلة سبورتس اليستريتد سويم سووت ايشيوز، وحملات إعلانية لشركة ريبوك.

## نشأتها
ولدت كاميل كوستيك في كيلينغورث ، كونيتيكت في 19 فبراير 1992 لوالدها آلان كوستيك ، الذي عمل في تأطير البناء ، ووالدتها كريستينا ، مدير الصالة الرياضية. وهي الأكبر بين أربعة أشقاء ، وهي من أصل بولندي وإيرلندي وجامايكي. بدأت تلقي دروس الباليه عندما كان عمرها ثلاث سنوات ، واستمرت في تدريبها في مركز برودواي للرقص في مدينة نيويورك. بعد تخرجها من مدرسة هادام كيلينغورث الثانوية كابتن فريق اسكواش لاكروس ، تخصصت في الاتصالات في جامعة ولاية كونيتيكت الشرقية حيث كانت عضوًا في فرقة الرقص ، وكانت أيضًا على قائمة العميد. عملت كمدرب للياقة البدنية في الكلية وظهرت في قناة دبليو تي ان اتش.

## عروض
بعد استقالتها من مشجعات نيو انغلاند باتريوتس ، انضمت إلى أول وكالة عارضي أزياء في بوسطن في عام 2015. أصبحت كوستيك فيما بعد سفيرًا للعلامة التجارية وموديل مجوهرات دون و شركة إيكونك فتنيس و شركة أمريكية لصناعة الساعات بنروس. كما قامت بعمل إعلانات تجارية بربرينو نيسان و  وكالة نيوسكيب الإبداعية, ريباغ.
في عام 2017 ، عرضت كاميل كوستيك خط الأزياء كيتنيش للمصممة جيني جيمس ديكر ، ومشت مدرج للعلامة التجارية في أسبوع نيويورك للموضة في 2018 في نيويورك. في نفس العام ، أصبحت عارضة لشركة ريبوك. بالإضافة إلى ذلك ، تعاونت كوستيك مع مجوهرات دون وساعدت في تصميم مجموعة فورجر التي تعكس «أسلوبها الشخصي» , كما ظهرت عبى غلاف عدد عرس ذا امبرابر بوسطنيان 2018 ، المشاركة في حملة ريبوك الدعائية لمنتج PureMove في فبراير 2019.

## روابط خارجية
- كاميل كوستيك على موقع IMDb (الإنجليزية)
- كاميل كوستيك على موقع قاعدة بيانات الفيلم (الإنجليزية)
- كاميل كوستيك على مشجعات نيو انغلاند باتريوتس
- كاميل كوستيك على مجلة سبورتس اليستريتد سويم سووت ايشيوز
- كاميل كوستيك في قاعدة بيانات الأفلام على الإنترنت
- كاميل كوستيك على إنستغرام
- camillekostek على تويتر.